# Keila Costaová
Keila da Silva Costa (* 6. února 1983, Abreu e Lima) je brazilská atletka, jejíž specializací je skok daleký a trojskok.
V roce 2002 získala na juniorském mistrovství světa v Kingstonu bronzovou medaili v trojskoku. Zúčastnila se letních olympijských her v Athénách 2004 a letní olympiády v Pekingu 2008. Na Panamerických hrách 2007 v Rio de Janeiru získala dvě stříbrné medaile (trojskok, dálka).
V roce 2010 vybojovala bronz ve skoku dalekém na halovém MS v katarském Dauhá, když ve finále dvakrát skočila do vzdálenosti 663 cm. 663 cm skočila také halová mistryně Evropy z roku 2009 Estonka Ksenija Baltaová. Vinou horšího druhého pokusu (661 cm) však zůstala bez medaile. 